# 4 AM (Scooter)
4 AM è un singolo del gruppo musicale tedesco Scooter, pubblicato il 7 settembre 2012 come primo estratto dal sedicesimo album in studio Music for a Big Night Out.

## Tracce

### Download
1. 4 AM (Radio Edit) – 3:16
2. 4 AM (club extended) – 5:31

### UK download
1. 4 AM (Radio edit) – 3:16
2. 4 AM (Club mix) – 5:31
3. 4 AM (Picco Edit) – 3:59
4. 4 AM (Picco Remix) – 5:29
5. 4 AM (Clubstar Remix) – 3:25

## Classifiche
| Classifica (2012)                                 | Posizione più alta |
| ------------------------------------------------- | ------------------ |
| Repubblica Ceca                                   | 27                 |
| Finland Downloads (Suomen virallinen latauslista) | 29                 |
| Germania                                          | 96                 |
| Russia Airplay (Tophit)                           | 5                  |
| UK Singles (Official Charts Company)              | 177                |